# Rafael Soler
Rafael Soler (n. Valencia, 1947) es un escritor, ingeniero y sociólogo español.

## Biografía

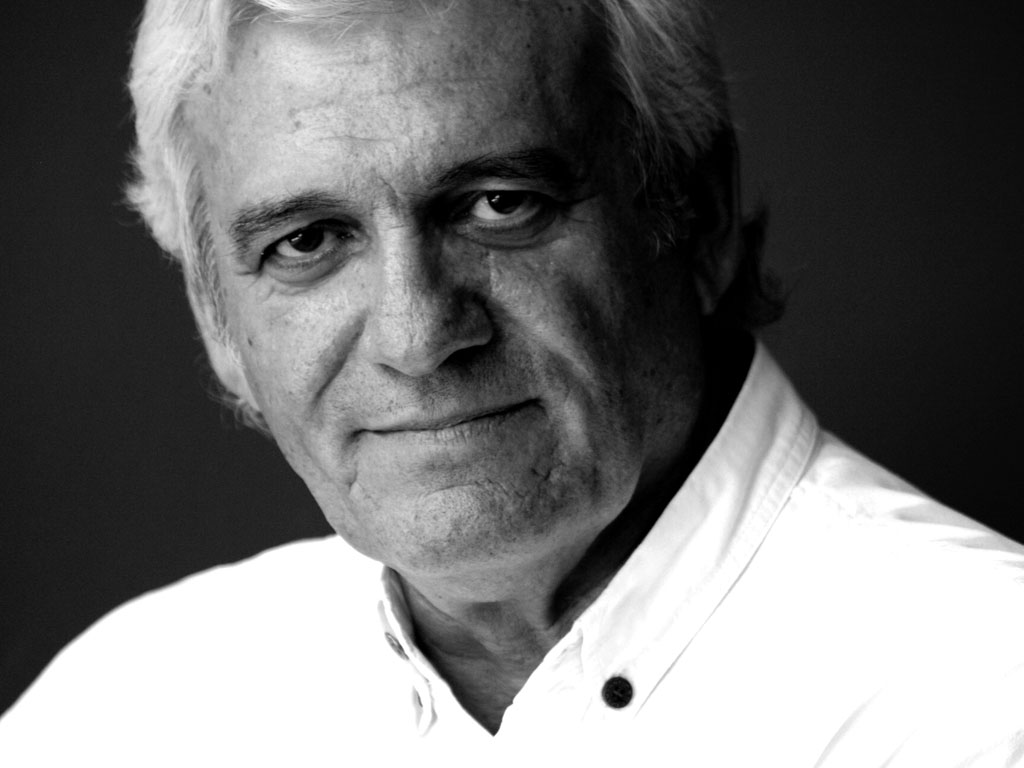
Rafael Soler Medem.

Nacido en Valencia (1947), Rafael Soler reside en Madrid, donde ha trabajado como profesor titular en la Universidad Politécnica. De intensa producción literaria, recibida como una de las más interesantes de la nueva literatura española, y que inició con las publicaciones de sus novelas El grito (1979, premio Ámbito Literario), y El corazón del lobo (1981, premio Cáceres), a las que siguieron El sueño de Torba (1983) y Barranco (1985) en Ediciones Cátedra, así como El último gin-tonic (2018) y Necesito una isla grande (2019), en Contrabando. Autor de dos libros de relatos premiados, Cuentos de ahora mismo (1980) y El mirador (1981), y siete libros de poesía: Los sitios interiores (1979), Maneras de volver (2009), Las cartas que debía (2011), Ácido almíbar (2014, Premio de la Crítica Literaria Valenciana), No eres nadie hasta que te disparan (2016),Las razones del hombre delgado (2021), y Memoria y no (2024) así como las antologías La vida en un puño (2011), Pie de página (2012),  Leer después de quemar (2018) y Demasiado cristal para esta piedra (2024). Vivir es un asunto personal, publicada en 2021 recoge su obra completa. Participa en Festivales y encuentros poéticos en Europa, Hispanoamérica y Asia. Libros suyos han sido publicados en Hungría, Japón, Italia, Francia, Estados Unidos, Ecuador, Paraguay, Bolivia, Honduras y Perú. Desde mayo de 2015 es Vicepresidente 1.º de ACE, Asociación Colegial de Escritores de España. Anfitrión en Madrid, desde marzo de 2017, de “Los lunes literarios de Café Comercial, la Casa de todos”.

## Libros de poesía
- “Memoria y no”. Códice Colección de Poesía. Nueva York, Estados Unidos. Enero 2025 ISBN 978-612-516-07- Huerga y Fierro. Colección Rayo Azul. Nº37. ISBN 978-84-128506-2-8  Primera edición mayo 2024, segunda edición junio 2024.
- "Vivir es un asunto personal. Poesía". 2021. Olé Libros. Colección Vuelta de Tuerca. Nº10. ISBN 978-84-18759-11-6
- “Las razones del hombre delgado”. 2021. Colección Pared Contigua volumen 4. Nueva York Poetry Press. ISBN978-1-950474-58-5
- “No eres nadie hasta que te disparan”. 2016. Ediciones Vitruvio ISBN 978-84-945731-8-7. Tercera edición 2018.

- “Ácido almíbar” 2014 Ediciones Vitruvio ISBN 978-84-942042-5-8. Segunda edición 2014..

- ““Las cartas que debía”.  2020 El Ángel Editor, Colección Pluma Quito, Ecuador. ISBN 978-9942-834-14-0 2011, Ediciones Vitruvio, tercera edición 2014 ISBN 978-84-15-23309-1.

- "Maneras de volver”, 2009. Octava edición 2018, Ediciones Vitruvio, ISBN 978-84-96830-96-7.

- “Los sitios interiores (sonata urgente)”, 2022 Cuadernos de la Errantía. ISBN 978-84-09-42285-2; 1980. Colección Adonais. Ed. Rialp ISBN 84-321-2058-8.

#### Antologías
- “Demasiado cristal para esta piedra”.  Nueva York Poetry Press, Colección Piedra de la locura Nº16. ISBN 978-1-958001-41-7  2022
- “Leer después de quemar”. Olé Libros 2019. Colección Vuelta de Tuerca. N.º 3. ISBN 978-84-17737-19-1  Primera edición 2018 El Ángel Editor. Colección El Otro Ángel (Quito, Ecuador) ISBN 978-9942-753-32-8

- “Pie de página” (Antología). 2012 , n.º 150 de Els Plecs del Magnânim, V-2080-2012.

- “La vida en un puño”(Antología). 2012. Editorial Servilibro y la Asociación Pistilli Miranda (Asunción, Paraguay) Depósito n.º 1328 / 98.

#### Plaquettes
- “4 poemas inéditos”. Ediciones de la revista Áurea en colaboración con Editorial Polibea. Edición al cuidado de Francisco Caro y Juan José Martín Ramos. ISBN 978-84-125662-5-3.
- “De todos los recuentos”. Honduras. Ediciones Malpaso 2022. Colección Poetas de Los Confines N.º 46.  LINK

- “Abierto por derribo”. Perú. Colección Lima Lee. 2020. LINK

- “Tristumbre” Honduras. Ediciones Malpaso 2020. Colección Poetas en Los Confines. N.º 40. LINK

- “Para beber de un sorbo lo perdido”. Mahalta Cuadernos 1. 2017 Edición y selección de poemas al cuidado de Francisco Caro. D.L. CR-432-2017

- “Hazversidades poéticas. Rafael Soler”. Libertad 8 y Absurda Fábula. 2010.  ISBN 978-84-613-8443-3

## Libros de narrativa
- “La pistola de mi padre” Ediciones Contrabando. 2024 ISBN 978-84-129136-6-8
- “Dos novelas de la Transición. El grito. El corazón del lobo”. Ediciones Contrabando. Dèjá lu. Nº1. 2023. ISBN 978-84-126234-6-8
- “Café Comercial la casa de todos”. Edición a cargo de Rafael Soler. Muddy Waters Books 2022 ISBN 978-84-125552-0-2
- “Necesito una isla grande”. Ediciones Contrabando 2019 ISBN 978-84-121010-8-9

- “El último gin-tonic”. Comunicarte, 2019 (Santa Cruz de la Sierra, Bolivia) ISBN 978-99974-11-95-2 Primera edición Ediciones Contrabando 2018 ISBN 978-84-947776-3-9
- “Barranco”, 1985. Ediciones Cátedra. ISBN 84-376-0542-3.

- “El sueño de Torba”,Vuelta de Tuerca Narrativa Olé Libros 2021 ISBN 978-84-18208-82-9  1983. Ediciones Cátedra. ISBN 84-376-0417-6.

- “El Mirador”,1981. Editorial Bruguera. ISBN 84-02-08289-0.

- “Cuentos de ahora mismo”, 1980. Aula Cultural de Tenerife. ISBN 84-500-4163-5.

- “El corazón del lobo”, 1981. Institución Cultural El Brocense ISBN 84-500-5268-8. Segunda edición 2.012 Colección Intravagantes Ediciones Evohé ISBN 978-84-15415-34-3.

- “El grito”, 1979. Ámbito Literario. ISBN 84-7457-048-4. Segunda edición 2.014 Colección “Entre las hojas” Editorial Servilibro, Paraguay 1328 / 98.

## Traducciones
Maneras de Volver
- “Ways to return” / “Cäi de întoarcere” (traducción al inglés de Hope Doyle D’Ambrosio, y al rumano de Dumitru M. Ion y Carolina Ilica). Editura Academiei Internationale Orient-Occident. Bucarest 2012 ISBN 978-973-8430-93-8

- “Visszaút” (traducción al húngaro de Balázs F. Attila) Kortàrs Költök 19 AB-ART 2013 ISBN 978-80-8087-142-0

- “Maneras de volver” (traducción al japonés de Akihiro Yano, edición de Mariko Sumikura) Japan Universal Poets Association, 2013 ISBN 978-4-9907194-7-0

Pie de página
- "Piè di pagina" (traducción al italiano de Emilio Coco) El Plecs del Magnànim n.º 151 Institució Alfons El Magnànim 2013 V-1077-2013

No eres nadie hasta que te disparan
- “Non sei nessuno fino a che ti sparano” (traducción al italiano de Emilio Coco) Ispanamericana n. 20 Rafaelli Editore 2018  www.raffaellieditore.com/terza_pagina/poesia_spagnola_rafael_soler ISBN 978-88-6792-377-9

- “You are nobody untill you get shot” (traducción al inglés de Gwendolyn Osterwald) Colección Pared Contigua volumen 2 New York Poetry Press ISBN-13 978-1-950474-29-5

Demasiado cristal para esta piedra
- “Tropo vetro per questa pietra” (traducción al italiano de Laura Garavaglia,    Valeria Ctterio  Gianni Darconza) Collana Altri Incontri. iQuaderni del Bardo edizione 2022 ISBN 9798431386923
- “Trop de verre pour cette pierre” (traducción al francés por Jean Claude Rolland y Daría Rolland Pérez”. Editions Unicité ISBN 978-2-37355-833-3

## Premios literarios
- Premio Europa in Versi e in Prosa 2021 a la Trayectoria. Festival Europa in Versi.Como, Italia.
- Premio de la Crítica Literaria Valenciana 2015 por el poemario “Ácido almíbar”.

- Premio Cáceres (novela), 1982.

- Accésit Emilio Hurtado (libro de relatos), 1981.

- Premio Ateneo de La Laguna (libro de relatos), 1980.

- Accésit Premio Nacional de poesía Juan Ramón Jiménez, 1980.

- Premio Primera Bienal Ámbito Literario (novela), 1978.

- Tercera Hucha de Oro, 1978 y Hucha de Plata en 1985, 1982, y 1981.

## Antologías
- Antología general de Adonais (1969-1989).

- Antología de poesía española Society of Spanish and Spanish-American Studies (1984).

- Antología del cuento español Society of Spanish – American Studies (1985).

- Antología de poesía estonio-española. Compilado por Jaime B. Rosa y Triin Soomerts. JB Rosa Ediciones (2020) ISBN 9798602793833

- Crisol de Hazversos, de Jaime Alejandre (2010).ISBN 978-84-614-4628-5

- La Magia de la Poesía de Enrique Godoy, Biblioteca Walt Whitman, 2012 Guatemala.

- International Pen Multilingual Anthology (Pécs Writers Camp 2012), con obra traducida al ruso, rumano y húngaro.

- Encrucijada Antología 2019 VI Encuentro Internacional de Poesía Ciudad de los Anillos. Santa Cruz de la Sierra, Bolivia. Editorial Comunicarte (2019) ISBN 978-9974-15-07-3

- Tercer Festival Internacional de Poesía de Lima (Fiplima, 2016) Fórnix n.º 14 Editorial Nido de Cuervos, Lima, Perú.

- Poetry Vicenza 2019. Festival di Poesía Contemporánea e Música. A cura de Marco Fazzini. Diagosfera Edizioni ETS (2019) ISBN 978-884675496-7

- Singing in the Dark A global anthology of poetry under lockdown. Vintage An imprint of Penguin Random House India ISBN 9780670094479

- Who Is Who. Struga Poetry Evenings. Poetry from five continents. (2019) ISBN 978-608-250-051-5

- International Festival of Poetry “Orpheus”, Plovdiv, 2020, Bulgaria.  www.orpheus-plovdiv.eu
- Borders in Globalization Review. Volume 2 Issue 2 Sping & Summer 2021 Canadá
- JUNPA 10th Conmmemoratory Anthology Symphonic Souls. Junpa Books, Kyoto 2021.

### La pistola de mi padre (2024)
- Aguilar, José. La Terraza. Radio Intercontinental (28 febrero 2025) LINK
- Alcorta, Carlos. La pistola de mi padre. Literatura y Arte. Blog. (16 marzo 2025) LINK
- Arranz, Luis Felipe. El marcapáginas. Radio Intereconomía. Minuto 34 (1 marzo 2025) LINK
- Boix, Eduardo. Diario Información. Alicante (2 marzo 2025) LINK
- Cortés, Antonia. La pistola de mi padre. Atalayar (16 febrero 2025) LINK
- Gárate, Antonio. La Hora Cultural Rtve. (19 enero 2025) LINK
- García Cueto, Pedro. El arte de la prosa en Rafael Soler. Nuevatribuna.es (10 marzo 2025) LINK
- García Domingo, Guillermo. La vida es un atropello consentido. Zenda (24 enero 2025) LINK
- Landero, Luis. Conversación a propósito de La pistola de mi padre. (6 febrero 2025) LINK
- Manota R. Una novela dura, con la belleza de la poesía. Lanza, Diario de La Mancha. (6 marzo 2025) LINK
- Martín, Valentín. Las dos aguas. El Diario de Madrid (13 enero 2025) Las dos aguas LINK
- Morales Lomas, Francisco. Todo Literatura (16 febrero 2025) LINK
- Muñoz Spínola, María José. La pistola de mi padre. Cultura Río Cuarto (18 marzo 2025) LINK
- Pozo Soriano, Jorge. La pistola de mi padre. Blog (13 marzo 2025) LINK
- Puebla, Javier. Soler y Landero: alegría y buena literatura. Diario 16 LINK
- Rivera, Eugenio. Entreletras (19 diciembre 2024) LINK
- Salvador, PL La pistola de mi padre. Monolito, revista de Literatura y Arte (4 marzo 2025) LINK
- Zomeño, Jesús. Nueve horas con la familia Cortázar LINK

### Memoria y no (2024)
- Aganzo, Carlos. Rafael soler, contra el olvido. Al pie de la letra. Norte de Castilla (17 junio 2024)
- Alcorta, Carlos. Rafael Soler. Memoria y no. Literatura y Arte. (17 julio 2024) LINK
- Arco, Jorge. Un avatar perplejo. Andalucía información. (11 junio 2024)    LINK
- Boix, Eduardo. Todo es evocación. Artes y Letras. Diario Información (23 junio 2024)
- Cárdenas, Jesús. Muy Soler. Caocultura. (22 febrero 2025) LINK
- Diéz de la Cortina, Susana. Memoria de un libro nievo. Ronda Huesca (10 julio 2024) LINK
- Escalera, Matías. Memoria y no de Rafael Soler. Revista Culturamas (28 junio 2024)  LINK
- Escobar, Rafael. Memoria y no. Nueva Tribuna (25 septiembre 2024) LINK
- Garcés, Laura. La poesía como ejercicio de memoria. Las Provincias (22 de junio 2024)
- García Cueto, Pedro. Memoria y no, de Rafael Soler. Entreletras (23 junio 2024) LINK
- Gil Mora, Rafael. La memoria es uno de los principales motores de la creación poética. Mallorcadiario.com (12 marzo 2025) LINK
- Laura di Verso. Cinco poemas de Rafael Soler. Revista Zenda. (25 junio 2024) LINK
- Martín, Valentín. Respiración de la poesía esbelta. Sobre Memoria y no de Rafael Soler. Vallejo & Co (21 junio 2024)  LINK
- Mestre, Almudena. El universo poético de Rafael Soler en Memoria y no. Todoliteratura (20 junio 2024) LINK
- Morante, José Luis.  Rafael Soler: Memoria y no. Puentes de papel (2 junio 2024)  LINK
- Puebla, Javier. Rafael Soler en la SGAE: Memoria y no. Diario 16 (25 mayo 2024) LINK

### Dos novelas de la Transición. El Grito. El corazón del lobo. (2023)
- Almiñana, Eduardo. Dos novelas de la transición para leer a Rafael Soler hoy. Culturplaza (12 febrero 2024) LINK
- Arco, Jorge de. Palabras del ayer. Andalucía Información. (13 noviembre 2023) Palabras del ayer | LINK
- Domínguez, Alicia. Dos novelas de la transición, o como ejercer la absoluta libertad creativa para hablar de lo de siempre: el amor. Cao Cultura (22 mrzo 2024 LINK
- Domíngez Lasierra, Juan. La Transición novelada. Heraldo de Aragón (22 mayo 2023) LINK
- Galán, Juan Carlos. El blog de Juan Carlos (abril, 2023) El blog de Juan Carlos: Dos novelas de la transición. Rafael Soler (A pares XXXV) LINK
- García Dominngo, Guillermo. El último baile de Adán y Eva. Turia digital (mayo 2023) LINK
- Gómez, Francisco. La falsa Transición, la auténtica independencia de Rafael Soler. Frutos de l tiempo (4 abril 2023) LINK
- Garcés, Laura. El amor en los tiempos de la Transición. Las Provincias. Culturas. (mayo 2023) LINK
- Lostalé, Javier. Dos novelas de la Transición. Rne (23 abril 2023) LINK
- López Pomares, Alejandro. Dos novelas de la Transición. Entreletras (25 abril 2023)  Rafael Soler: Dos novelas de la Transición, ‘El grito’ y ‘El corazón del lobo’ – Entreletras LINK
- Martínez, Héctor. El grito. Retrato Literario (22 febrero 2025 LINK
- Morales Lomas, Francisco. La transición de Soler. Ideal Granada y Almería (30 noviembre 2023)   LINK
- Plaza, José María. Rafael Soler. El caballo amable de la playa galopando mar adentro. Zenda Libros (15 agosto 2023)  Rafael Soler, el caballo amable de la playa galopando mar adentro - Zenda LINK
- P.L. Salvador. Dos novelas de la Transición. Revista Literaria Monolito (26 abril 2023) Dos novelas de la Transición (Rafael Soler) – Revista Literaria Monolito LINK
- Rodríguez, Laura Canal Norte TV Digital  (10 noviembre 2023)  Rafael Soler inaugura la nueva temporada del Club de Lectura Pernatel - Canal Norte TV Digital - LINK
- Yusta, Miguel Ángel. Un retrato certero de una época. Heraldo de Aragón (6 mayo 2023) LINK

### Demasiado cristal para esta piedra (2022)
- Galaverni, Roberto. “Rafael Soler, il mare a Madrid”. La Letura, Il Corriere della Sera. (24 de julio de 2022).
- Mestre, Almudena. 77 Demasiado cristal para esta piedra. Nueva York Poetry Review. (15 mayo 2023)  LINK
- Olmedo, José Antonio. Demsiado cristal para esta piedra de Rafael Soler: exquisito corolario. Quimera número 484 (abril 2024) LINK
- Pulido, José. Rafael Soler y la poesía como encuentro. Letralia (12 enero 2024) Rafael Soler y la poesía como encuentro; entrevista por José Pulido LINK
- Rivera, Eugenio. Demasiado cristal para esta piedra, de Rafael Soler. Entreletras. (Octubre 2022) LINK
- Villagrasa, Enrique. Donde de nuevo nace todo, de Rafael Soler. Librújula (31 marzo 2024 LINK

### Café Comercial la casa de todos (2022)
- Afonso, Belén. ·Este es uno de los epicentros culturales de Madrid”. Revista Arquitectural Digest España (junio 2022)  LINK
- Calvo Solís, Adriana. Toda la historia de Madrid está en el Comercial.(23 abril 2023)    "Toda la historia de Madrid está en el Comercial": el libro que narra la vida del café más antiguo de la capital | Ocio y cultura | Cadena SER LINK
- Cano, María Ángeles. “Café Comercial la casa de todos, un libro para seguir soñando”. Condé Nest (2 de junio de 2022) LINK
- Garcés, Laura. Café con aroma de literatura. Las Provincias. Otoño literario. (17 diciembre 2022)  Café con aroma de literatura | LINK
- Plaza, José María. “De Ferlosio a Luis Landero, los encuentros y las historias del Café Comercial (redivivo)”. Zenda (17 febrero 2023) LINK
- Cortés, Antonia. “Entre el ayer y el mañana”. Atalayar (3 de junio de 2022) LINK
- Redacción. “Un viaje por las anécdotas del café con más solera de Madrid”. In&Out Viajes (2 de junio de 2022) LINK
- Ribera, Abraham. “Los parroquianos del café más antiguo de Madrid cuentan su historia”.(15 de junio de 2022). El Confidencial. LINK
- Velasco, Carmen. “El valenciano que salvó el Café Comercial de Madrid”. (10 de junio de 2022) Las Provincias

### Las razones del hombre delgado (2021)
- Alcorta, Carlos. Las razones del hombre delgado. El diario montañés. Literatura y Arte (7 de enero de 2022) LINK
- Aganzo, Carlos. Danza y sinrazón de los hombres delgados. Sin duda es el poemario más extremo del poeta y narrador valenciano. ¿Qué podrá escribir Rafael Soler después de esto? Al pie de la letra. El Norte de Castilla. (28 enero 2022). LINK
- Boix, Eduardo. Metafísica del ser y el estar. Diario Información, Alicante. (23 de enero de 2022)

- Casado, Marina. Las razones del hombre delgado. (11 de enero de 2022) LINK

- Cervera, Rafa. Versos para intentar explicar la vida. Culturplaza, libros (enero de 2022).
- Conocer al Autor. Las razones del hombre delgado      Lectura "Las razones del hombre delgado", de Rafael Soler LINK

- De Frutos, Gloria. Las razones del hombre delgado. Para leer leyendo (21 de diciembre de 2021) LINK
- Díaz Margarit, Carmen. La calavera al hombro, o Las razones del hombre delgado, de Rafael Soler. Letralia. (26 noviembre 2.022) Reseña de “Las razones del hombre delgado”, de Rafael Soler, por Carmen Díaz Margarit LINK
- García Domingo, Guillermo.Morir para contarlo. Revista Altazor. Primera Época.Rafael Soler - Revista Altazor LINK

- Joaquín Pérez Azaústre. Poesía 2021: las votaciones de nuestros críticos. El Cultural. (23 de diciembre de 2021) LINK

- Morata, Montse. La vida desde el punto de vista de la muerte. Nueva York Poetry Review 52. (9 de enero de 2022) LINK

- Morante, José Luis. Deshabitar la piel. Puentes de Papel. (2 de enero de 2022) LINK

- Peiró, José Vicente. Poesía del asalto. Trueno entre las hojas (19 de enero de 2022) LINK

- Revista Quimera. Las razones del hombre delgado. LINK

- Rolland, Daría. Las razones del hombre delgado. LINK
- Sánchez, Remedios. Rafael, te voy a ser muy franca. Zenda (marzo 2022). LINK
- Santano, José Antonio. “Las razones del hombre delgado, el nuevo poemario de Rafael Soler publicado en Nueva York”. Todo Literatura (9 de marzo de 2022) LINK

### Vivir es un asunto personal (2021)
- Aganzo, Carlos. Asuntos propios. Norte de Castilla. (18 de septiembre de 2021)
- Bellveser, Ricardo. Vivir es un asunto personal. Página siete. Bolivia. (28 de noviembre de 2021) LINK
- Cárdenas, Jesús. “Libertad para deslumbrar”. Nuevatribuna.es (2 de julio de 2022) LINK
- De Arco, Jorge. Vivir es un asunto personal. Culturamas (28 de septiembre de 2021)
- Gamero, Jorge. Vivir es un asunto personal, de Rafael Soler. Cuarenta años en verso. Bloc de notas en verso. (12 febrero 2022) Jorge Gamero: "Vivir es un asunto personal" de Rafael Soler, cuarenta años en verso. LINK
- García Cueto, Pedro. Vivir es un asunto personal, de Rafael Soler. Café Montaigne. (8 de octubre de 2021) LINK
- Garrido, Ferrán. Vivir es un asunto personal. ABC (13 de septiembre de 2021) LINK
- López Azorín, Manuel. Vivir es un asunto personal. Poesía. Sola la luz alumbra. (13 de septiembre de 2021)
- Lozano, Juan. Rafael Soler, íntimo y personal. A propósito de su poesía completa. Frutos del tiempo (4 de octubre de 2021) LINK
- Martínez, Fulgencio. Itinerario poético de Rafael Soler. Revista Ágora. Papeles de Arte Gramático LINK
- Morante, José Luis. Vivir es un asunto personal. Puentes de papel. (16 de septiembre de 2021)  LINK
- Siles, Jaime. Antología poética de Rafael Soler. Posdata. Levante. (18 de septiembre de 2021)
- Villagrasa, Enrique. Ocho poemarios para este otoño. Librújula (17 de septiembre de 2021)

### Necesito una isla grande (2019)
- Alcorta, Carlos. Necesito una isla grande. carlosalcorta literatura&arte (8 de octubre de 2020) Carlos Alcorta 08/10/2020 LINK
- Andion, Jon. Una isla grande. Libros por libre. (20 de mayo de 2020) Libros por libre. Jon Andión 20/05/20 LINK
- Bravo, Juan. Necesito una isla grande. Barcarola. Revista de creación literaria. Octubre 2020. Número 94-95
- Canet, Carmen. Abuelos rebeldes buscan utopía. Infolibre (2 de abril de 2021) Infolibre.es Carmen Canet 02/04/2021 LINK
- Castañón, Francisco. Necesito una isla grande. Entreletras. (octubre de 2020) Entreletras.eu F.J. Castañón 10/2020 LINK
- Bellveser, Ricardo. Rafael Soler: Motivos de morir. Ideal, Culturas (22 de febrero de 2020) Ideal Culturas. R. Bellveser 22/02/2020 LINK
- Frutos, Gloria. Necesito una isla grande, de Rafael Soler. Para leer leyendo. Casa Abierta (25 de enero de 2020) Para leer leyendo. Blog 25/01/2020 LINK
- Galán, Juan Carlos. Rafael Soler. Necesito una isla grande. El blog de Juan Carlos. (23 de marzo de 2020). LINK
- Gamero, Jorge. Rafael Soler. Necesito una isla grande. Bloc de notas al margen (1 de abril de 2020) Blog de Jorge Gamero 01/04/2020 LINK
- García Cueto, Pedro. La caligrafía sentimental de Rafael Soler. Cuadernos del Sur, nº1316 (30 de mayo de 2020) Cuadernos del Sur 30/05/2020 LINK
- García Domingo, Guillermo. El tiempo que no queda. Quimera 439-440 (1 de julio de 2020) Quimera 439-440. 01/07/2020 LINK
- García Marquina, Francisco. Morir joven lo más tarde posible. Todo Literatura (15 de julio de 2020) Todo Literatura 26/08/2020 LINK
- Gómez-Recas, Laura. Hablamos de libros. Un viaje a contrarreloj. La Náusea (15 de enero de 2021)LINK
- López Azorín, Manuel. Rafael Soler: Necesito una isla grande. Solo la luz alumbra (20 de febrero de 2020) Blog Manuel López Azorín (20/02/2020)LINK
- Lozano, Juan. Siempre hay sol en una isla. Agitadoras Revista Cultural. (1 de junio de 2020) Revista Agitadoras. Junio 2020 LINK
- Martínez, Héctor. Necesito una isla grande de Rfael Soler. Retrato literario, páginas de literatura. (21 aagosto 2023) LINK
- Mestre, Almudena. Necesito una isla grande. Revista Alcazaba número 104, página 103 (diciembre 2020) La Alcazaba Almudena Mestre 17/01/2021 LINK
- Meoro, Herminia. Rafael Soler, Necesito una isla grande. Atelier Literario (23 de marzo de 2020) Atelier Literario. H.Meoro 24/03/20 LINK
- Morales Lomas, Francisco. El tiempo que nos queda. Todo Literatura (26 de agosto de 2020) Todo Literatura 26/08/2020 LINK
- Nieto de la Torre, Raúl. Necesitamos una isla grande. Revista Crítica (enero 2021). Revista Crítica.LINK Raúl Nieto, octubre de 2020
- Peiró, José Vicente. De ilusión también se vive. Las provincias (8 de febrero de 2020) Las Provincias LINK 08/02/2020
- Puebla, Javier. Un inolvidable paseo por la amistad y la muerte. Diario 16 (27 febrero 2024) LINK
- Santano, José Antonio. Necesito una isla grande. Crear en Salamanca (27 de octubre de 2020) Crear en Salamanca J.A. Santano 27/10/20 LINK
- Pérez Azaústre, Joaquín. Necesito un abrazo. Diario Córdoba (6 de diciembre de 2020) LINK
- Quiroga Clérigo, Manuel. Necesito una isla grande. Novela del valenciano Rafael Soler. Crear en Salamanca (23 de marzo de 2020) Crear en Salamanca. M. Quiroga. 23/03/20 LINK
- Rolland, Daría. A propósito de la novela de Rafael Soler “Necesito una isla grande”. Libros por libre (10 de enero de 2021)  LINK
- Zomeño, Jesús. No es la huida, es el viaje que les define. Frutos del tiempo. (6 de marzo de 2020) Frutos del tiempo. J. Zomeño 06/03/2020 LINK

### El último gin-tonic (2018)
- Bellveser, Ricardo. Pila de libros (2). El Mundo (20 de agosto de 2018) LINK
- Bellveser, Ricardo. Misterio con elementos de novela negra. Culturas. Ideal. Granada (26 de enero de 2019) LINK
- Aganzo, Carlos. Libros a la sombra. El Norte de Castilla (30 de junio de 2018) LINK
- Bravo, Juan. El último gin-tonic de Rafael Soler. Barcarola. Revista de creación literaria. N.º 90-91 (diciembre de 2018 – enero de 2019) LINK
- Asensio Solaz, Eugenio. El último gin-tonic de Rafael Soler. Libros y tal (20 de enero de 2019) LINK
- Campoy, B. El poeta Rafael Soler presenta hoy en Elche su vuelta a la narrativa 33 años después. Diario Información (15 de mayo de 2018)
- MADRID Castañón, Francisco. Rafael Soler: En mi novela hasta los muertos hablan, y mucho. Entreletras . (febrero de 2019) LINK
- Castañón, Francisco. “El último gin-tonic de Rafael Soler”. Todo Literatura (20 de septiembre de 2018) LINK
- Delgado, Fernando. Vidas de borrachos. Posdata, Levante. (5 de mayo de 2018) LINK
- Díaz, Antonio. La novela es un reflejo de nuestra sociedad. La tribuna de Albacete (26 de septiembre de 2018)
- Galán, Juan Carlos. El último gin-tonic de Rafael Soler: delicatessen literaria. Moon magazine (1 de febrero de 2019) ) LINK
- Gamero, Jorge. El último gin-tonic. gamerojorge.blogspot.com (15 de septiembre de 2018) LINK
- García, Alicia. El poeta Rafael Soler regresa a la narrativa con “El último gin-tonic”. La Vanguardia (15 de abril de 2018) LINK
- García Cueto; Pedro. Los Casares de Rafael Soler. El Heraldo de Aragón. (22 de noviembre de 2018) LINK
- García-Lliberós, María. El último gin-tonic de Rafael Soler. Crónica de Lecturas (19 de septiembre de 2018) LINK
- Gras, Eric. Rafael Soler, el poeta que escribe novela. Quaderns, El Periódico Mediterráneo (3 de junio de 2018) LINK
- Gutiérrez, Manuel. “Son las mujeres las que marcan el destino”. El Pueblo de Ceuta (27 de noviembre de 2018) LINK
- López Azorín, Manuel. El último gin-tonic, de Rafael Soler. Solo la luz alumbra (27 de noviembre de 2018) LINK
- Martínez Nebreda, Hilario. El último gin-tonic. Revista Proverso (15 de septiembre de 2018) LINK
- Morales Lomas, Francisco. El ámbito de lo privado. Diario de Córdoba. Cuadernos del Sur (16 de junio de 2018) LINK
- Morata, Montse. Rafael Soler o la invención del lenguaje en el tiempo verbal del silencio. Fronterad (21 de junio de 2019) LINK
- Morata, Montse. Rafael Soler o la invención del lenguaje en “El último gin-tonic”. El Deber, Bolivia (29 de junio de 2019)
- Nieto de la Torre, Raúl. Rafael Soler: origen, fulgor y trabalenguas. Solo Digital Turia (5 de junio de 2019) LINK
- Peiró, José Vicente. Novelas de canallas. Las Provincias (28 de abril de 2018) LINK
- P.L. Salvador. El último gin-tonic (Rafael Soler) Revista Literaria Monolito, (20 de noviembre de 2019) LINK
- Peñas, Esther. Los libros que vienen. Solidaridad Digital (24 de abril de 2018)
- Prieto, José María. El último gin-tonic de Rafael Soler. Todo Literatura (21 de septiembre de 2018)
- Quiroga, Manuel. Rafael Soler, un noble final de recuerdo amargo. La Comarca de Puerto Llano (22 de abril de 2018)
- Rolland, Daría. “C’est écrit. Una reseña de El último gin-tonic”. Libros por libre (21 de enero de 2019) LINK
- Santano, José Antonio: El último gin-tonic, de Rafael Soler. Diario de Almería (10 de septiembre de 2018) LINK
- Testa, Gonzalo. El escultor de novelas. El Faro de Ceuta (27 de noviembre de 2018) LINK
- Vázquez, Juana. Rafael Soler: El último gin-tonic. Cuadernos del Sur (17 de noviembre de 2018)
- Velasco, María Antonia. Torta de lentejas. La Tribuna de Guadalajara (18 de mayo de 2018) LINK
- Zomeño, Jesús. El último gin-tonic de Rafael Soler. Frutos del tiempo (17 de mayo de 2018) LINK

### Leer después de quemar (2018)
- Alcorta, Carlos. Manual de defensa personal. Sotileza. El Diario Montañés. (14 de mayo de 2019)
- Arco, Jorge de. A tener en cuenta. Piedra de Molino n.º 29 (otoño 2018)
- Bellveser, Ricardo. Pila de libros (1). El Mundo (13 de agosto de 2018)
- Caro, Francisco. Rafaeles en la Alberti: Morales y Soler. Mientras la Luz. (28 de marzo de 2019)  Reseña presentación libreria Alberti LINK
- Castañón, Francisco. Rafael Soler: Leer después de quemar. Todoliteratura (8 de junio de 2019) LINK
- Díaz Margarit, Carmen. El cine en la poesía de Rafael Soler. Sobre “Leer después de quemar”. Nuevatribuna.es (13 de diciembre de 2019) LINK
- Gamero, Jorge. Reseña de “Leer después de quemar” LINK
- García Cueto, Pedro. Leer después de quemar. Cuadernos del Sur. (22 de agosto de 2019)   Reseña de Pedro García Cueto LINK
- García Cueto, Pedro. La influencia del paisaje en los poetas valencianos. Revista Ómnibus número 59 (diciembre de 2018)
- Guillamón, Eva. Entrevista a Rafael Soler. A media Luz.Es. Radio (23 de abril de 2019) A Media Luz: Entrevista a Rafael Soler - LINK
- Góchez, Adriana. Creadores buscan mundo mejor a través de la poesía. La Razón de México (6 de noviembre de 2018)
- Gómez, Francisco. A la Rafaeliana manera. Frutos del Tiempo. (16 de abril de 2019)
- Juan Penalva, Joaquín. Maneras de reunir. Suplemento Cultural Arte Letras, Diario Información (31 de octubre de 2019)
- Jurado López, Manuel. Después del fuego queda la poesía. Vallejo &Co (1 de mayo de 2018) LINK
- Larrea, Pedro. Rafael Soler: Leer después de quemar. La Otra, Revista de poesía, México. (1 de marzo de 2020) Reseña y selección de poemas. LINK
- López Azorín, Manuel. Rafael Soler: Leer después de quemar. Sólo la luz alumbra (28 de octubre de 2018)
- Lozano, Juan. Leer después de quemar. Frutos del Tiempo (7 de abril de 2019) LINK
- Morales Barba, Rafael. Leer después de quemar. Revista Turia Cultural. Número 132. Página 472
- Olalla, José Félix. Leer después de quemar. Rafael Soler. Pliegos de Rebotica nº136 (enero-marzo de 2019)
- Morante, José Luis. Rafael Soler: Leer después de quemar. Puentes de papel (24 de abril de 2019) LINK
- Plaza, José María. Lo que se mueve. El Mundo. (31 de marzo de 2019) Después del fuego queda la poesía. LINK
- Pozo soriano, Jorge. Para leer la poesía de Rafael Soler. El blog de Jorge Pozo Soriano. (6 de mayo de 2022) Rafael Soler | LINK
- Quiroga Clérigo, Manuel. Rafael Soler: La poesía es un acto de legítima defensa. Entreletras. Invierno 2019 LINK
- Villagrasa, Enrique. Poetas y sus versos en esta primavera. Revista Librújula (22 de abril de 2019)
- Zomeño, Jesús. Leer después de quemar: una aproximación al autor. Frutos del tiempo (9 de abril de 2019) LINK

### No eres nadie hasta que te disparan (2016)
- Aganzo, Carlos. Maneras de volver. La sombra del Ciprés. Norte de Castilla (8 de abril de 2017).
- Alcorta, Carlos Rafael Soler: No eres nadie hasta que te disparan. (1 de noviembre de 2016).
- Arco, Jorge. Un arma cargada de poesía. Andalucía Información (24 de octubre de 2016).9.
- Arlandis, Sergio. Y qué buscas tú, pelma insolente. Diario Levante. Posdata 961. (19 de noviembre de 2016).
- Azaústre, Carmen. Rafael Soler: sus palabras son imprescindibles en la poesía de hoy. Revista Crítica, julio de 2017.
- Ballester, Marta. Tensión poética. Lasd Provincias (1 de enero de 2017).
- Bellveser, Ricardo. Rafael Soler: No eres nadie hasta que te disparan. Página Siete. Suplemento Cultural Letra Siete. Bolivia. (18 de diciembre de 2016).
- Bellveser, Ricardo. No eres nadie hasta que te disparan. Diario El Mundo (4 de diciembre de 2017).
- Bonilla, Aníbal Fernando. Rafael Soler, pirómano del lenguaje profano. Letralia (6 de agosto de 2022) Rafael Soler, pirómano del lenguaje profano, por Aníbal Fernando Bonilla LINK
- Caro, Francisco. Un verdugo, una viuda y una bala. Ritmos XXI (25 de noviembre de 2016).
- Clemente, Andrea. De cómo los muertos consiguen su historia. Guadaque. (18 de noviembre de 2016).
- Farto, Diego. Rafael Soler busca las claves de la Poesía en un asesinato. La Tribuna de Ciudad Real (18 de noviembre de 2016).
- García Cueto, Pedro. Rafael Soler: Puentes al amor y al deseo. Heraldo de Aragón (10 de noviembre de 2016).
- Lostalé, Javier. “Un disparo engendrador” Barcarola Revista de Creación Literaria. Número 87 / 88 (noviembre de 2017)
- Morales, José Luis. “La lírica negra de Rafael Soler”. Cuadernos del Matemático: Revista ilustrada de creación, ISSN 1132-2403, Nº. 55, 2017, págs. 125-126
- Morales Lomas, Francisco. “Rafael Soler: No eres nadie hasta que te disparan”. Alhucema. Revista Internacional de Teatro y Literatura n.º 25 (julio-diciembre de 2016).
- Morante, José Luis. No eres nadie hasta que te disparan. Puentes de papel. (25 de septiembre de 2016).
- García Obrero, José. Una lengua llamada Rafael Soler. Cuadernos del Sur (22 de abril de 2017).
- Peñas, Esther. “Asomarse a un instante que no es suyo, eso es el poema”. Solidaridad Digital (28 de noviembre de 2016).
- Peñas, Esther. Cuando la poesía se vuelve película. Solidaridad Digital (6 de octubre de 2016) Cuando la poesía se vuelve película | Solidaridad Digital LINK
- Pérez Azaústre, Joaquín. Palabras con gabardina. Mercurio, Fundación José Manuel Lara, pág 34 junio / julio de 2017.
- Prieto, José María “No eres nadie hasta que te disparan” Culturamas (27 de abril de 2017)
- Quiroga Clérigo, Manuel. “Rafael Soler: El vientre estéril de lo eterno”. La Mirada Actual (2 de diciembre de 2016).
- Rubio, Chema. “Un poeta para el cine”. Madripress.com (26 de noviembre de 2016).
- Rubio, Chema. “No eres nadie hasta que te disparan es un libro para el cine”. La Vanguardia (21 de noviembre de 2016).
- Salguero, Ángel. “El poeta que escribe al dictado”. El Mundo. Arts / Llivres (12 de enero de 2017).
- Santano, José Antonio. No eres nadie hasta que te disparan, Rafael Soler. Diario de Almería. Salón de Lectura (15 de enero de 2017).

### Ácido almíbar (2014)
- Alcorta, Carlos. Ácido almíbar. (25 de septiembre de 2015)
- Bonilla, Aníbal Ácido almíbar: respuestas desde la paradoja y la palabra afilada.
- Bonilla, Aníbal Fernando. Rafael Soler, pirómano del lenguaje profano. Letralia (6 de agosto de 2022) Rafael Soler, pirómano del lenguaje profano, por Aníbal Fernando Bonilla LINK
- El Telégrafo, Ecuador, 29 de julio de 2014.
- Blesa, Túa. Ácido almíbar El Cultural, El Mundo (21 de febrero de 2014).
- Chávez Casasola, Gabriel. Selección poemas. Mirabiliario. Diario Página Siete. Bolivia (23 de abril de 2017).
- de Arco, Jorge. Ácido almíbar Andalucía Información (7/13 de marzo de 2014).
- Lostalé, Javier. Ácido almíbar: la lengua trepanada de Rafael Soler. República de las Letras ( enero 2.015 n.º 133).
- Morales Barba, Rafael Sobre Ácido almíbar Revista Zurgai (mayo de 2014).
- Palomar, Ramón. El libro: Ácido almíbar Las provincias, (2 de marzo de 2014).
- Peñas, Esther. A veces, importa más la alegría de la víspera que el viaje mismo. Solidaridad Digital (25 de marzo de 2014) "A veces, importa más la alegría de la víspera que el viaje mismo" | Solidaridad Digital LINK
- Quiroga Clérigo, Manuel. Rafael Soler :En un sueño caben todas las palabras. República de Las Letras, diciembre de 2012.
- Vázquez, Juana. Rafael Soler, Cuadernos del Sur, 17 de enero de 2015

### La vida en un puño (2012)
- Alejandre, Jaime. La vida en un puño. Nayagua 18, enero de 2013.
- Pérez Alancart, Alfredo. Maestría de Rafael Soler. El Adelanto de Salamanca (21 de febrero de 2013).

### Las cartas que debía (2011)
- Blesa, Túa. Las cartas que debía (El Cultural, El Mundo, 10-16 de junio 2-011).
- Daganzo, Antonio. Un poema y un poemario: ”No te acompaña nadie en este viaje”. Sinfonía de las palabras (27 de junio de 2011)
- De Arco, Jorge. Alumbrar en soledad una certeza. Andalucía Información. (29 de junio de 2022) LINK
- García Torrego, Jorge. Las heridas que debía. Koult. (20 de septiembre de 2012)
- Ginés, Antonio Luis Heridas que redimen Cuadernos del Sur. Córdoba 3 de mayo de 2014.
- López Azorín, Manuel. Las cartas que debía. Solo la luz alumbra. (16 de septiembre de 2011) LINK
- López Azorín, Manuel. Rafael Soler: reedición en Ecuador de “Las cartas que debía”. Solo la luz alumbra (28 de octubre de 2020)
- Montesinos, Rafael César. Verso y prosa en Madrid. Metolcuatro. (11 de abril de 2011)
- Morante, José Luis. Epistolario. Puentes de papel (4 de junio de 2022) LINK
- Moreno Valencia, Salvador. Las cartas que debía, de Rafael Soler, por allí las trajo el viento. (4 de abril de 2011)
- Ovidio. Rafael Soler, ajuste de cuentas. La sombra del ciprés. El Norte de Castilla (1 de octubre de 2011)
- Sáez Angulo, Julia. Las cartas que debía publicado por El Ángel  Editor. La mirada actual (2 de noviembre de 2020)
- Quiroga Clérigo, Manuel. Donde quiera que sea ya has llegado. Calicanto, n.º 24, 2012.
- Hernández, Ramón “Las cartas que debía” República de las Letras (n.º 121, abril de 2011) .

### Maneras de volver (2009)
- Acosta, Delfina. Maneras de volver. ABC Digital Paraguay (23, octubre de 2010).
- Bonilla, Aníbal Fernando. Interioridades de un corazón curtido. El Mercurio.  Ecuador. (25 de julio de 2022) Interioridades de un corazón curtido - Diario El Mercurio LINK
- Caro, Francisco. Las maneras de volver de Rafael Soler. Mientras la luz (17 de enero de 2010) MIENTRAS LA LUZ: Las Maneras de volver de Rafael Soler LINK
- Elgarresta, José. Las maneras de volver de Rafael Soler. El libro que viene. Crítica de Poesía. (30 de abril de 2009) LINK
- Gamero, Jorge. Rafael Soler, Maneras de volver. Bloc de notas al margen. (6 de enero de 2014).
- Villagrasa, Enrique. “Amor a la vida” Revista Qué Leer, n.º 149 dic 2009.

### Barranco (1985)
- Azancot, Leopoldo. Barranco. ABC Sábado Cultural, (19 de octubre de 1985).
- Baeza, Joaquín. A la recuperación del tiempo perdido. Diario Pueblo.
- F. Calleja, Hernando. Barranco. Cinco días (3 de octubre de 1985)
- Galán Lorés, Carlos. Barranco: un paseo por el mundo y sus miserias. Diario Alerta (5 de octubre de 1985).
- Galán Lorés, Carlos. La hacienda de los Ullman. El diario montañés (23 de octubre de 1985).
- Lamas, Sonia. Rafael Soler: Entre todos hemos logrado oficiar la ceremonia de la confusión. Diario 16 (27 de septiembre de 1985).
- Goñi, Javier. Requisa de escritores portátiles. Diario 16 (3 oct 1985).
- Lázaro, Jesús. Un mundo inhóspito para unas vidas estériles. Diario Alerta, Santander (5 de octubre de 1985).
- Lusson, Fernando. Rafael Soler: Un autor sin voz propia es un cronista. Heraldo de Aragón (13 de octubre de 1985).
- Martín Nogales, José Luis. Crónica de una familia al borde del barranco. El diario Vasco. (15 de octubre de 1985).
- Murciano, Carlos. Sin darse tregua. Tribuna 30 Días (agost-sept 1984).
- Navales, Ana María. Rafael Soler: el pacto con el lector. Heraldo del Lunes (21 de octubre de 1985).
- Quiroga Clérigo, Manuel. Rafael Soler, o la novela como experiencia. Ya (2 de noviembre de 1985).
- Satué, Fco Javier. Al borde del abismo. Diario 16 (11 de octubre de 1985).

### El sueño de Torba (1983)
- Amorós, Andrés. Fiesta de la lectura. Diario 16 (18 de diciembre de 1983).
- Arnáiz, Joaquín. U salón lleno de libros. Diario 16 (2 de octubre de 1983).
- Blanes, Mercedes. Volverás a Región. Información. 13 de junio de 2021
- Bureba, Gabriel. El sueño de Torba o la consagración narrativa de Rafael Soler. Asociación Castellana de Sociología A.C.S. ( mayo de 1985).
- Cervera, Rafa. Ideas para recuperar la vida. Murcia Plaza. (4 de julio de 2021)  LINK
- Cobo, Eugenio. El sueño de Torba. El País. (6 octubre  1983)
- Domínguez, Alicia. El sueño de Torba: elogio del verbo. Cao Cultura (7 de abril de 2021) LINK
- Galán Lorés, Carlos. El señor de Torba. Diario Alerta (8 oct 1983).
- Garcés, Laura. Necesitamos sueños, aunque no se cumplan. Las Provincias (3 de abril de 2021)
- García Domingo, Guillermo. A fin de cuentas ¿quién vive? Barcarola nº98/99 página 307-309. Diciembre 2021
- Goñi, Javier. Rafael Soler: La literatura es soledad. Las Provincias (18 de diciembre de 1985).
- Horno Liria, Luis. El sueño de Torba. Heraldo de Aragón (20 nov. 1983).
- López Azorín, Manuel. Rafael Soler: El sueño de Torba. Solo la luz alumbra. (20 de abril de 2021)  Reseña de El sueño de Torba LINK
- Morales Lomas, Francisco. ¿Dónde andan los sueños? Todo Literatura (27 de septiembre de 2021) LINK
- Parra, Fernando. Torba: Cuarenta años soñando. “El sueño de Torba” constituye uno de los grandes hitos de la llamada literatura experimental, cuyo precedente más señero fue “tiempo de silencio”. Diario de Tarragona (25 de septiembre 2023) El sueño de Torba, cuarenta años en la vanguardia - LINK
- Morante, José Luis. Un temblor frío. Puentes de papel (26 de abril de 2021) Puentes de papel: RAFAEL SOLER. EL SUEÑO DE TORBA LINK
- Nasarre Sarmiento, J.M. Saber escribir, libertad. Heraldo de Aragón (10 de noviembre de 1983).
- Morales Barba, Rafael. Una apuesta narrativa solo apta para paladares exigentes. La Torre de Babel Turia  | Revista Cultural Turia LINK
- Sánchez, Esteban. Rafael soler, o la habilidad del lenguaje. El Correo Español- El Pueblo Vasco (9 de noviembre de 1983).
- Satué, Fco Javier. Un sueño de soledad. Diario 16 (22 de octubre de 1983).
- Zomeño, Jesús. El sueño de Torba. Agitadoras (número 141, marzo 2023) LINK

### El corazón del lobo (1982)
- Galán Lorés, Carlos. El corazón del lobo. Alerta (9 de octubre de 1982).
- García Cueto, Pedro. El apasionante universo narrativo de Rafael Soler. Revista Arena y Cal n.º 252 octubre 2.017.
- Jiménez Martos, Luis. Con premio extremeño. Diario YA (11 jun 1982).
- Molina Campos, Enrique. Una narrativa prometedora. Nueva Estafeta n.º 51 (febrero de 1983).
- Murciano, Carlos. El corazón del lobo. Diario ABC Sábado Cultural (3 de julio de 1982).
- Palomar, Ramón. Menàge a trois. El libro. El corazón del lobo. Las Provincias (12 de enero de 2014)
- Peñas, Esther. El tedio es el anuncio de una derrota. Solidaridad Digital (15 de abril de 2015) "El tedio es el anuncio de una derrota" | Solidaridad Digital LINK
- Plaza, José María. Rafael Soler: La falta de comunicación en la pareja. Diario 16 (19 de noviembre de 1981).
- Quiroga Clérigo, Manuel. Una (verdadera ) educación sentimental. Diario Informaciones (24 de febrero de 1983).
- Satué, Fco Javier. Como lobos solitarios. Diario 16 (30 de mayo de 1982).
- Sierra Márquez, Jordi. El corazón del lobo, de Rafael Soler. El librepensador Magazine Cultural (19 de abril de 2013)
- Trenas, Pilar. Rafael Soler, premio Cáceres. ABC (10 de noviembre de 1981).
- Trenas, Pilar. Rafael Soler: La novela no puede plantearse como un producto de marketing. (27 de junio de 1982).

### El grito (1979)
- Andújar, Manuel. Rafael Soler, un juego de espejos. Signos de admiración, págs. 238/240. Diputación Provincial de Jaén. 1.980.
- Baeza, Joaquín. A la recuperación del tiempo perdido. Diario Pueblo, (8 de noviembre de 1980).
- Cerezales, Manuel. El grito. Diario ABC (15 de noviembre de 1979).
- Cobo, Eugenio. Un grito sordo y apagado. Nueva Estafeta (15 de febrero de 1980).
- Cobo, Eugenio. Una obsesión por la lucidez. Nueva Estafeta (agosto-septiembre de 1981).
- Galán, Juan Carlos. Rafael Soler: El grito. El blog de Juan Carlos (julio de 2020)LINK
- García Cueto, Pedro. El apasionante mundo narrativo de Rafael Soler. Mirada Malva (12 de febrero de 2016.
- del Amo, Javier. Fracaso de un amor. Diario El País (25 de julio de 1979).
- Jurado López, Manuel. La novela corta, un género literario. Diario Córdoba, Pliegos de Cordel. (20 de enero de 1980).
- Meoro, Herminia. Breve historia de un grito. Atelier Literario. (18 de diciembre de 2015)
- Villanueva, Darío. El año cultural español 1.979: novela corta. Ediciones Castalia, págs. 45 / 48. (1980).

### Cuentos de ahora mismo (1981)
- Campos Herrero, Dolores. Cuentos de ahora mismo. El Viejo Topo N.º 60. (septiembre de 1981).
- Rodríguez Padrón, Jorge. Dos narradores para un libro. Jornada Literaria, n.º 30. Santa Cruz de Tenerife (27 de junio de 1981).
- Satué, Fco Javier. Presencias en las sombras. Diario 16 (2 jul 1981).

### Los sitios interiores (1980)
- Arnáiz, Joaquín. Sin perfumes de noche. Diario 16, (8, marzo de 1981).
- Baeza, Joaquín. A la recuperación del tiempo perdido. Diario Pueblo, (8 de noviembre de 1980).
- Bonilla, Aníbal Fernando. Interioridades de un corazón curtido. El Mercurio. Ecuador. (25 de julio de 2022) Interioridades de un corazón curtido - Diario El Mercurio LINK
- Cortés, Antonia. Los sitios interiores, de Rafael Soler. (La tribuna de Ciudad Real (1 junio 2023) 'Los sitios interiores' de Rafael Soler | Noticias La Tribuna de Ciudad Real LINK
- Escobar, Rafael. Los sitios interiores de Rafael Soler. Todoliteratura (10 mayo 2023) LINK
- Miró, Emilio. Pedro J. de la Peña y Rafael Soler. Revista Ínsula N.º 413 (abril de 1981).
- Morante, José Luis. Amanecida. Puentes de papel. (13 noviembre 2022). LINK
- Murciano, Carlos. Esa urgente sonata. Ya (diciembre 1980)
- Pinillos, Manuel. Los sitios interiores. Heraldo de Aragón (30 de noviembre de 1980).
- Rodríguez Padrón, Jorge. Los sitios interiores. Las Provincias (17 de octubre de 1980).

## Entrevistas
- Góchez, Adriana. Rafael Soler rompe las fronteras del lenguaje en nuevo libro. La Razón. México (21 de noviembre de 2018) LINK
- Castañón, Francisco. Rafael Soler. En mi novela hasta los muertos hablan, y mucho. Todoliteratura (2 de marzo de 2019) LINK
- Cervera, Rafa. Rafael Soler: Es suicida ignorar la sabiduría y el buen hacer de las personas mayores. Valencia Plaza (6 de marzo de 2020)  LINK
- Gilabert, María. Rafael Soler. Me gusta la escuela del fracaso. Revista de Casa Mediterránea (25 de febrero de 2020)  LINK
- Góchez, Adriana. Rafael Soler rompe las fronteras del lenguaje en su nueva novela. La Razón. México.(6 de noviembre de 2018)  La Razón México 21/11/2018
- Juristo, Juan Ángel. Me gustan los libros donde el autor, bendito insensato, se la juega. Cuarto Poder (4 de enero de 2019) LINK
- Montano, Bruno. Escribir es un acto de legítima defensa. Trabalibros (29 de junio de 2021) LINK
- Peñas, Esther. De eso va todo, sabernos vulnerables y de prestado (17 de marzo de 2020) LINKç
- Peñas, Esther. Todo poeta, sin excepción, tiene su espacio y su momento. Turia Digital (mayo 2022) LINK
- Pérez Azaústre, Joaquín. Entrevista. Revista Crítica 1033 (junio de 2018) Entrevista en Revista Crónica 27/06/2018 LINK
- Pulido, José. Tiberíades. Red Iberoamericana de poetas y críticos crsitianos. (enero 2024)Rafael Soler: “En la poesía casi siempre encuentro lo que no busco”. Entrevista de José Pulido – Tiberíades LINK
- Sagárraga, Rafael.  El camino al buen poema se hace de rodillas. Los tiempos (24 de junio de 2019) Santa Cruz de la Sierra. Bolivia. LINK
- Vázquez, Juana. Rafael Soler. El último gin-tonic. Cuadernos del Sur (17 de noviembre de 2018) LINK
- Velasco, Carmen. Las Provincias (1 / 04 /2014) Rafael Soler: «No hay filósofos en el Gobierno ni ministros poetas y así nos va» | Las Provincias LINK
- Zerón, José Luis. Rafael Soler. El viaje que todos deseamos hacer. Las nueve musas.(16 de julio de 2020) LINK

## Enlaces del autor
- Homenaje  a Rafael Soler en Ateneo de Madrid. Diciembre 2022 LINK
- Rafael Soler, Académico Juglar de Fontiveros ( diciembre 2024) LINK
- Rafael Soler en el Instituto Cervantes de Praga (noviembre 2024) LINK
- Huésped distinguido de la Ciudad de Salamanca. Recepción del Alcalde. 23 de octubre de 2023. LINK
- La Hora Cultural, RTVE (30 de enero de 2023) LINK
- Desde el otro lado del mar. Rafael Soler. Casa Bukoski. (octubre 2022)
- Homenaje a los poetas del Café Comercial (Estambul, Turquía. 9 de septiembre de 2022) (3) Rafael Soler. Homenaje a los poetas del Café Comercial - LINK
- Guillermo Busutil y Rafael Soler con la educación y la cultura frente a la barbarie tecnológica. Cautivos del mal Junio 2022. (12) LINK
- Fonoteca. Poemorias. PoeMorias de Rafael Soler | Poesía Recitada (fonotecapoesia.com) | LINK
- Poetas en vela. Nueva York Poetry Press. Mayo 2021 Rafael Soler - Poetas en Vela | Facebook | LINK
- Presentación “El sueño de Torba” (marzo 2021) con Joaquín Pérez Azaústre, José Luis Ferris y Fanny Rubio. (222) - YouTube LINK
- Raúl Zurita - Rafael Soler (noviembre de 2020) LINK
- RTVE 24 horas. 20 de mayo de 2020 LINK
- Presentación de “Las cartas que debía” 2020 Ecuador LINK
- CANAL UNO (Bolivia) “A solas con Rafael Soler 08-06-19 LINK
- Presentación de “El último gin-tonic” (abril 2018) con Luis Landero y José María Merino (222)  - YouTube LINK
- "RTVE 24 horas" LINK
- Presentación “No eres nadie hasta que te disparan”, octubre de 2016 LINK
- Presentación “Ácido almíbar”. Asociación de la Prensa de Madrid. (21/01/2014) LINK
- Presentación del libro “Maneras de volver” LINK
- Presentación de “Las cartas que debía” 2011 Madrid LINK
- RAFAEL SOLER EN EL SÉPTIMO FESTIVAL DE POESÍA EN GRANADA (NICARAGUA) LINK

- Datos: Q6097984